# 村田康一
村田 康一（むらた こういち、1936年11月27日 - ）は、福岡県小倉市（現：北九州市）出身の元プロ野球選手・プロ野球審判員。元パシフィック・リーグ審判部長。

## 来歴・人物
福岡県立小倉西高等学校卒業後の1955年、同じ福岡県出身で近鉄に所属していた原勝彦の誘いで近鉄パールスに捕手として入団。二軍暮らしが長かったが徐々に力を付け、1961年には一塁手に回った竹下光郎の後継としてレギュラーを獲得、68試合に先発マスクを被る。しかし翌1962年には移籍入団の吉沢岳男に定位置を譲り、1964年限りで現役引退。その後2年間は近鉄の合宿所寮長兼二軍マネージャーを務める。
近鉄時代のチームメイトだった加藤昌利や斎田忠利の紹介で1967年、パシフィック・リーグ審判部入局。審判員袖番号は28（1977年初採用から1996年引退まで、彼以降に同番号をつけた審判はパ・リーグにはいない）。1990年、1991年は審判部長。部長の座を寺本勇に禅譲した後も現役を続け、1996年引退。
審判としての通算試合出場数は2654、オールスターゲーム5回（1975年、1979年、1984年、1987年、1996年）、日本シリーズ5回（1981年、1982年、1986年 - 1988年）出場。オールスターゲームでは1979年第2戦、1984年第1戦、1996年第2戦で球審を務め、日本シリーズでは1981年第3戦、1982年と1986年第2戦、1987年第5戦、1988年第4戦でそれぞれ球審を務めた。
「ライオン審判」の異名を取り、判定でもめそうになった時にコールを連呼するジャッジで、選手に有無を言わせぬ事が多かった（水島新司の漫画では、彼を描くときには「オレは村田だ!」というセリフをつけている）。
また、インサイドプロテクターを比較的早い時期から採用しており、球審の際はニースタンスで、身体を極めて低く構えていた。1987年の日本シリーズでは、後楽園球場最後の試合で球審を務めた。
プロ野球マスターズリーグでも審判を務める。2008年より四国アイランドリーグplusの初代審判部長となり、2015年4月まで務めた。2015年5月からは審判部顧問となる。

### 「石コロ事件」
1982年10月28日、西武対中日の日本シリーズ第5戦（西武球場）。0-0の3回表、中日の攻撃で、2死ながら二塁走者に田尾安志を置き、右打席に平野謙が立ったが、彼の打球は西武の一塁手・田淵幸一の右を抜きながらも、その打球が一塁塁審の村田の足を直撃した。その打球が西武の二塁手・山崎裕之の目の前に転がり、三塁ベースを回っていた田尾がアクシデントに気づいてあわてて三塁に戻ったが、田尾はタッチアウト、中日は先制のチャンスをつぶした（ただし、平野の記録は安打）。
その試合は3-1で西武の勝利、シリーズの通算成績も中日の2勝3敗となった（結局西武は第6戦に勝ち、西武ライオンズとして初の日本一に輝いた）。
試合終了後、報道陣から「あのプレーに関してはどういう心境か」と問われ「石コロ!」と吐き捨てた（公認野球規則によると、野手を通過したボールに審判が当たった時は「ボールインプレー」、すなわち石コロに当たったのと同じ扱いとなる（公認野球規則6.08(d)））。
なお、同シリーズ第6戦においても、1回裏に中日・平野が二塁盗塁した際に西武の二塁手・山崎裕之が落球しているのが見えず、二塁塁審の村田はアウトのコールをした。この時は抗議により判定が覆っている。
村田はこの事件によって、その後1985年までは日本シリーズの審判から外された。

### エピソード
岩本勉の証言によればある年の日本ハムファイターズの試合で、相手打者が放ったポールの上を通過する超特大の打球をホームランと判定した際、日本ハム監督の上田利治がファウルではないかと抗議すると「あんだけ飛んだらホームラン!!」と跳ね返した。このエピソードは2010年からホームランのビデオ判定が導入されて以降、岩本がこの話題になる際に度々登場させている。
2014年11月13日、『武田和歌子のぴたっと。』（ABCラジオ）の18時台「福本豊のあの人は今　元・プロ野球選手名鑑」にゲスト出演した。

## 詳細情報

### 年度別打撃成績
| 年 度     | 球 団     | 試 合 | 打 席 | 打 数 | 得 点 | 安 打 | 二 塁 打 | 三 塁 打 | 本 塁 打 | 塁 打 | 打 点 | 盗 塁 | 盗 塁 死 | 犠 打 | 犠 飛 | 四 球 | 敬 遠 | 死 球 | 三 振 | 併 殺 打 | 打 率 | 出 塁 率 | 長 打 率 | O P S |
| --------- | --------- | ----- | ----- | ----- | ----- | ----- | -------- | -------- | -------- | ----- | ----- | ----- | -------- | ----- | ----- | ----- | ----- | ----- | ----- | -------- | ----- | -------- | -------- | ----- |
| 1956      | 近鉄      | 1     | 1     | 1     | 0     | 0     | 0        | 0        | 0        | 0     | 0     | 0     | 0        | 0     | 0     | 0     | 0     | 0     | 0     | 0        | .000  | .000     | .000     | .000  |
| 1957      | 近鉄      | 2     | 2     | 2     | 0     | 0     | 0        | 0        | 0        | 0     | 0     | 0     | 0        | 0     | 0     | 0     | 0     | 0     | 1     | 0        | .000  | .000     | .000     | .000  |
| 1958      | 近鉄      | 12    | 13    | 13    | 1     | 1     | 0        | 0        | 1        | 4     | 1     | 0     | 0        | 0     | 0     | 0     | 0     | 0     | 6     | 0        | .077  | .077     | .308     | .385  |
| 1959      | 近鉄      | 26    | 85    | 76    | 4     | 13    | 2        | 0        | 0        | 15    | 7     | 0     | 2        | 0     | 1     | 8     | 0     | 0     | 18    | 4        | .171  | .247     | .197     | .444  |
| 1960      | 近鉄      | 46    | 92    | 83    | 4     | 15    | 2        | 0        | 2        | 23    | 4     | 0     | 0        | 2     | 1     | 6     | 0     | 0     | 22    | 3        | .181  | .233     | .277     | .510  |
| 1961      | 近鉄      | 110   | 248   | 231   | 15    | 46    | 10       | 0        | 4        | 68    | 14    | 0     | 0        | 2     | 0     | 11    | 0     | 4     | 35    | 6        | .199  | .248     | .294     | .542  |
| 1962      | 近鉄      | 23    | 29    | 28    | 1     | 3     | 0        | 0        | 0        | 3     | 0     | 0     | 0        | 0     | 0     | 0     | 0     | 1     | 8     | 2        | .107  | .138     | .107     | .245  |
| 1963      | 近鉄      | 4     | 3     | 3     | 0     | 0     | 0        | 0        | 0        | 0     | 0     | 0     | 0        | 0     | 0     | 0     | 0     | 0     | 2     | 0        | .000  | .000     | .000     | .000  |
| 通算：8年 | 通算：8年 | 224   | 473   | 437   | 25    | 78    | 14       | 0        | 7        | 113   | 26    | 0     | 2        | 4     | 2     | 25    | 0     | 5     | 92    | 15       | .178  | .230     | .259     | .489  |

### 背番号
- 47 （1955年 - 1961年）
- 25 （1962年 - 1964年）